# Arian Moayed
Arian Moayed, né le 15 avril 1980 en Iran, est un acteur américano-iranien.

## Filmographie

### Cinéma
- 2003 : Phileine zegt sorry : le chauffeur de taxi
- 2004 : Psalms : Stuart
- 2006 : Church Story
- 2007 : Arranged : Ahmed Khaldi
- 2008 : The Christians : Darmon
- 2011 : Roadie : Irfan
- 2014 : Appropriate Behavior : Ali
- 2014 : Rosewater : Hamid
- 2014 : Saint Janet : Dr Apte
- 2015 : The Rumperbutts : Gavin
- 2015 : Rock the Kasbah : Riza
- 2019 : Abe : Amir
- 2019 : Who Knows? : le commissaire
- 2021 : Songs for a Sloth : l'avocat
- 2021 : Spider-Man: No Way Home de Jon Watts : Agent Cleary du Damage Control
- 2023 : Retribution de Nimród Antal
- 2025 : Fountain of Youth de Guy Ritchie

### Télévision
- 2003-2004 : Late Night with Conan O'Brien : plusieurs personnages (3 épisodes)
- 2004-2010 : New York, section criminelle : Eli Gold et Samil Al-Bana
- 2005 : New York, police judiciaire : Fadi Abu Ubdeh (1 épisode)
- 2006 : Six Degrees : Jay (1 épisode)
- 2007 : New York, unité spéciale : Amal Qinawi (saison 8, épisode 16)
- 2007 : M.O.N.Y. : Ates Kiliclioglu
- 2009 : Dorkumentary : plusieurs personnages (1 épisode)
- 2009 : FBI : Duo très spécial : Avet (1 épisode)
- 2013 : Following : David (2 épisode)
- 2014 : Believe : Corey (7 épisodes)
- 2014 : Black Box : Cyrus (1 épisode)
- 2015 : Blacklist : Burke (1 épisode)
- 2015 : Elementary : Yusuf Al Shamsi (1 épisode)
- 2017 : Mr. Mercedes : Augie (1 épisode)
- 2017-2019 : Madam Secretary : Mohammed Alwash (11 épisodes)
- 2018-2023 : Succession : Stewy Hosseini (21 épisodes)
- 2021 : Love Life : Kian Parsa (6 épisodes)
- 2022 : Inventing Anna : Todd (10 épisodes)
- 2022 : Miss Marvel : Agent Cleary du Damage Control (3 épisodes)
- 2025 : Wonder Man : Agent Cleary du Damage Control